# AMC Airlines
AMC Airlines is een charterluchtvaartmaatschappij gestationeerd in Caïro, Egypte. Zij verzorgt chartervluchten vanaf Europa naar toeristische plekken in Egypte, maar ook reclamevluchten, binnenlandse vluchten, internationale charters, VIP-vluchten en militair transport. Het hoofdkwartier is op Luchthaven Caïro Internationaal met kleinere hubs op Luchthaven Hurghada, Luchthaven Luxor, Luchthaven Borg El Arab en Luchthaven Sharm el-Sheikh.

## Geschiedenis
De luchtvaartmaatschappij werd opgericht in 1988 en begon met opereren in 1992, nadat de Egyptische overheid instemde met de vestiging van een onderhoudsbedrijf voor vliegtuigen in Caïro. Toen lanceerde de familie Saber AMC Aviation (AMC Airlines), na het verkrijgen van een vergunning voor het uitvoeren van internationale chartervluchten voor passagiers. 
Het bedrijf is in het bezit van Elsayed Saber en zijn familie en heeft enkele honderden werknemers.

## Bestemmingen
AMC Airlines vliegt chartervluchten vanaf Luchthaven Aswan, Luchthaven Hurghada, Luchthaven Luxor en Luchthaven Sharm el-Sheikh naar verschillende plekken in Europa.
In 2008 startte ze reguliere vluchten op de volgende routes:
- Alexandrië (Luchthaven Borg El Arab) - Jeddah (Luchthaven Koning Abdulaziz) [2x per week]
- Alexandrië (Luchthaven Borg El Arab) - Madinah (Luchthaven Prins Mohammed Bin Abdulaziz) [2x per week]
- Alexandrië (Luchthaven Borg El Arab) - Dubai (Luchthaven Dubai Internationaal) [1x per week]

## Vloot
De vloot van AMC Airlines in Mei 2008:
| Aantal | Type           | Max. passagiers | Kruissnelheid | Opmerkingen |
| ------ | -------------- | --------------- | ------------- | ----------- |
| 1      | Boeing 737-200 | 104 - 118       | 876 km/h      |             |
| 6      | Boeing 737-800 | 175 - 189       | 876 km/h      |             |